# Даниловское (усадьба)
Даниловское (Никольское) — усадьба в посёлке совхоза «Будённовец» Дмитровского района Московской области. Находится в 10 км к востоку от Дмитрова, одна из немногих подмосковных усадеб, выдержанных в стиле барокко.
В первой половине XVII века здесь была вотчина князя И. И. Шуйского, затем владельцем был князь П. И. Прозоровский, после которого — Голицыны: муж дочери П.И. Прозоровского — князь И. А. Голицын и его сын князь Ф. И. Голицын. Во второй половине XVIII столетия усадьбой владел генерал-адъютант Петра III князь И. Ф. Голицын.

## История
Усадьба была устроена крепостным архитектором М. А. Агафоновым в конце 1760-х по 1771 год князем И. Ф. Голицыным — в то время, когда он отказался присягнуть императрице Екатерине II и был отправлен в отставку. Им была построена Никольская церковь (1768—1771) — ярусное центрическое здание с лепестковым планом по типу перехода от четверика к восьмерику восходит к формам конца XVII века. Декоративное убранство выполнено в развитых формах «елизаветинского» барокко, в четырёх нишах размещались отсутствующие ныне фигуры евангелистов. Некогда церковь венчал высокий купол, придававший зданию композиционную завершённость, ныне вместо неё восьмигранная кровля. Был выстроен также усадебный дом, разбит парк, вырыты пруды. Кирпичный двухэтажный усадебный дом соединялся с двумя одноэтажными флигелями крытыми галереями (одна из них вместе с флигелем разобрана), — они ещё с двумя флигелями (один из них также утрачен) образовывали парадный двор.
Своих детей у Голицына не было, и он оставил состояние пасынкам и падчерицам Грушецким. Старшая из последних, Марья Васильевна, была замужем за Николаем Петровичем Поливановым — им и досталось Даниловское. Н. П. Поливанов, уйдя в отставку, поселился здесь и почти всё время проводил за своим любимым занятием — псовой охотой. Здесь провёл своё детство у своей тётки декабрист М. П. Бестужев-Рюмин. В 1843 году усадьбу посетил композитор А. А. Алябьев.
В 1830-х годах усадьбой владел коллежский асессор С. А. Римский-Корсаков (женатый на сестре А. С. Грибоедова), с 1911 года — товарищество Покровской мануфактуры.

## Текущее состояние
На начало 2024 года данная небольшая усадьба находится в плохом состоянии. Кирпичный двухэтажный усадебный дом не реставрировался, стоит без крыши и окон. Примыкающий к усадебному дому сохранившийся флигель, на данный момент используется под магазин.
На месте небольшой липовой рощи (сквера), возле Никольской церкви, располагается дом церковнослужителя (Парковая, 8).
От усадьбы остался квадратный пруд возле церкви и небольшой каскад прудов, уходящих в овраг.

## Галерея

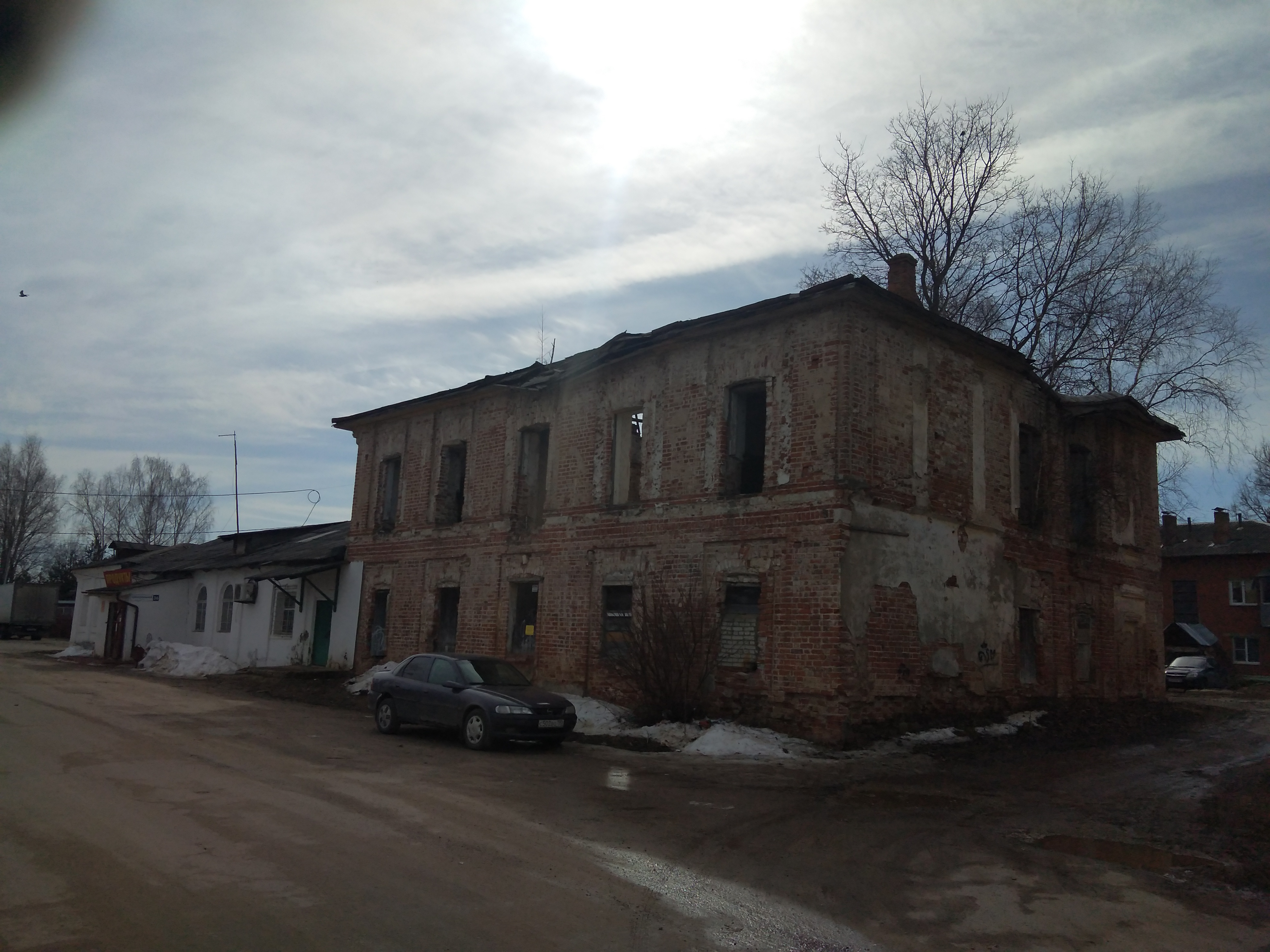
Усадебный дом Голицыных в посёлке совхоза «Будённовец»
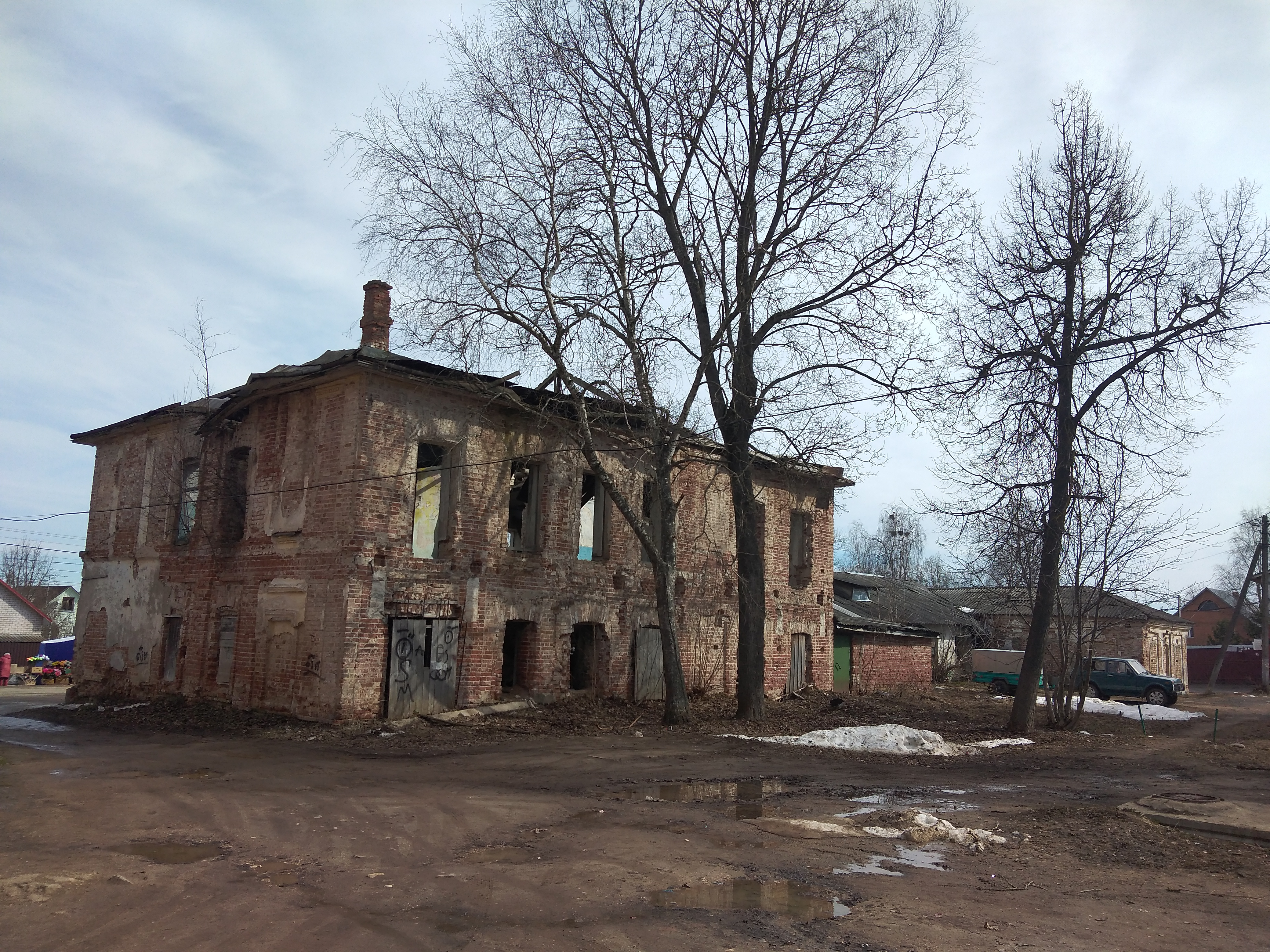
Усадебный дом с флигелем в бывшем селе Даниловское. Дворовый фасад
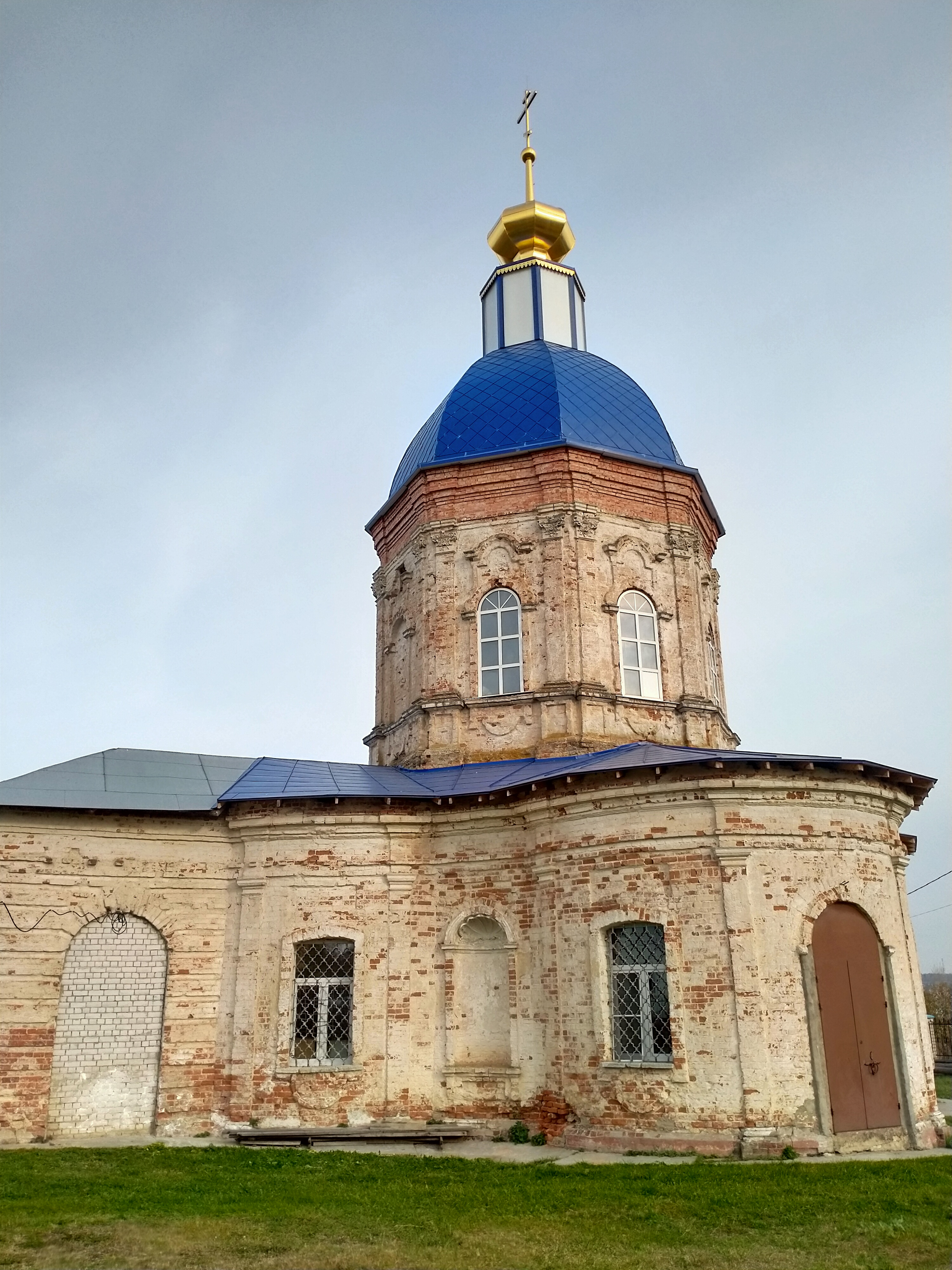
Церковь Николая Чудотворца в усадьбе «Даниловское»
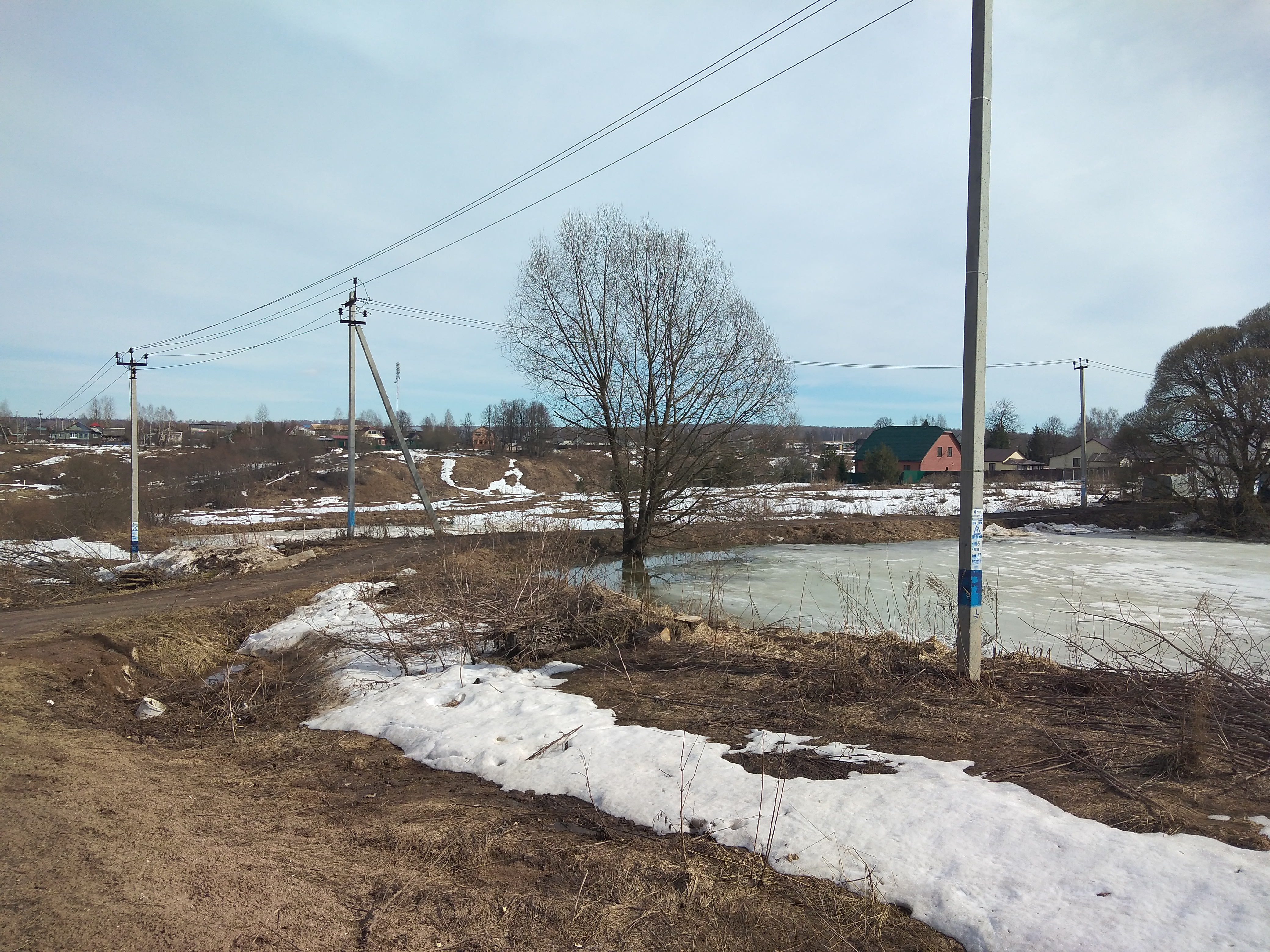
Каскад прудов на речке Вожжа